# Siedlisko (powiat Nowosolski)
Siedlisko (Duits: Carolath) is een dorp in het Poolse woiwodschap Lubusz, in het district Nowosolski. De plaats maakt deel uit van de gemeente Siedlisko en telt ca. 1600 inwoners.

## Foto's

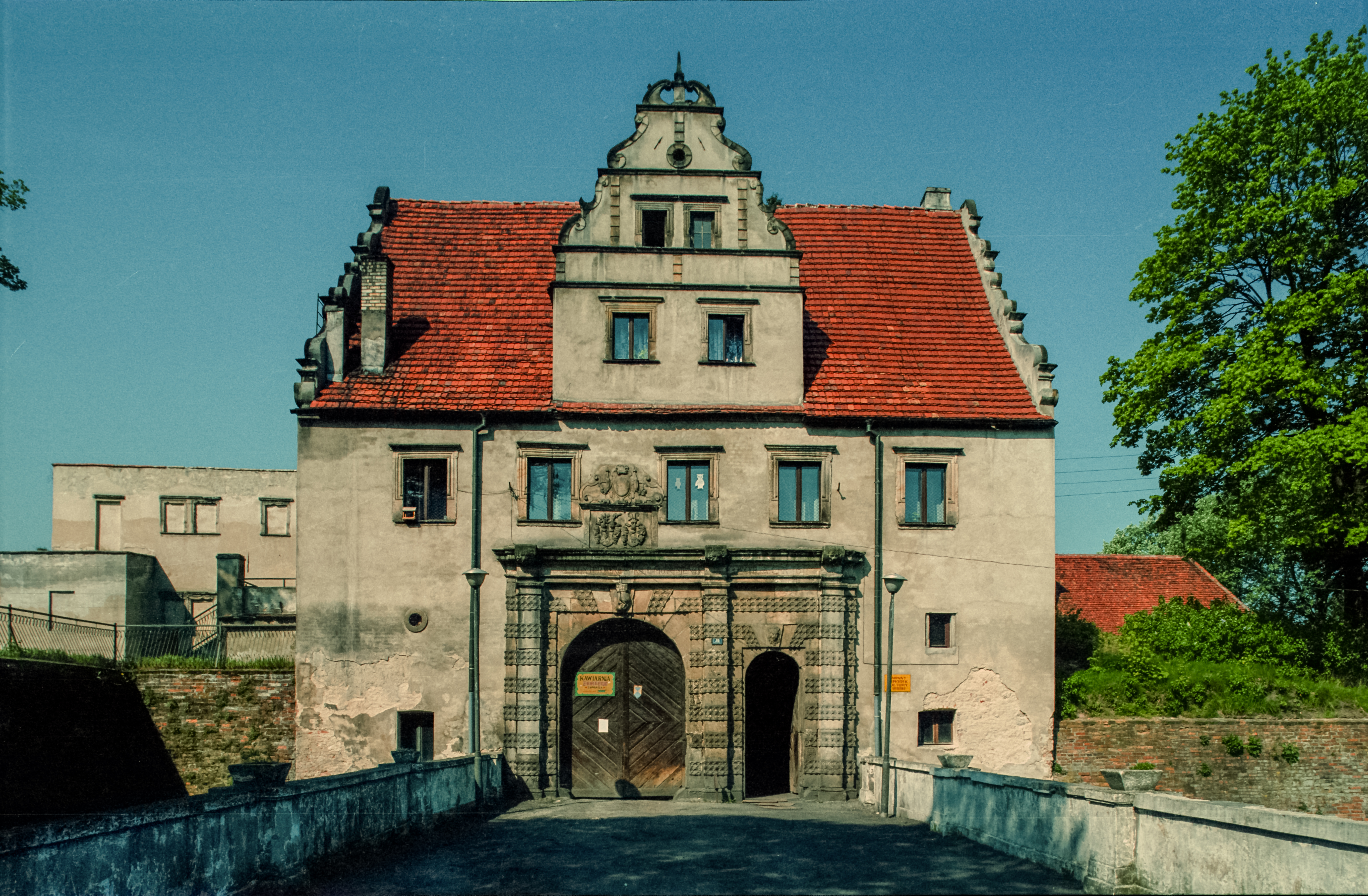
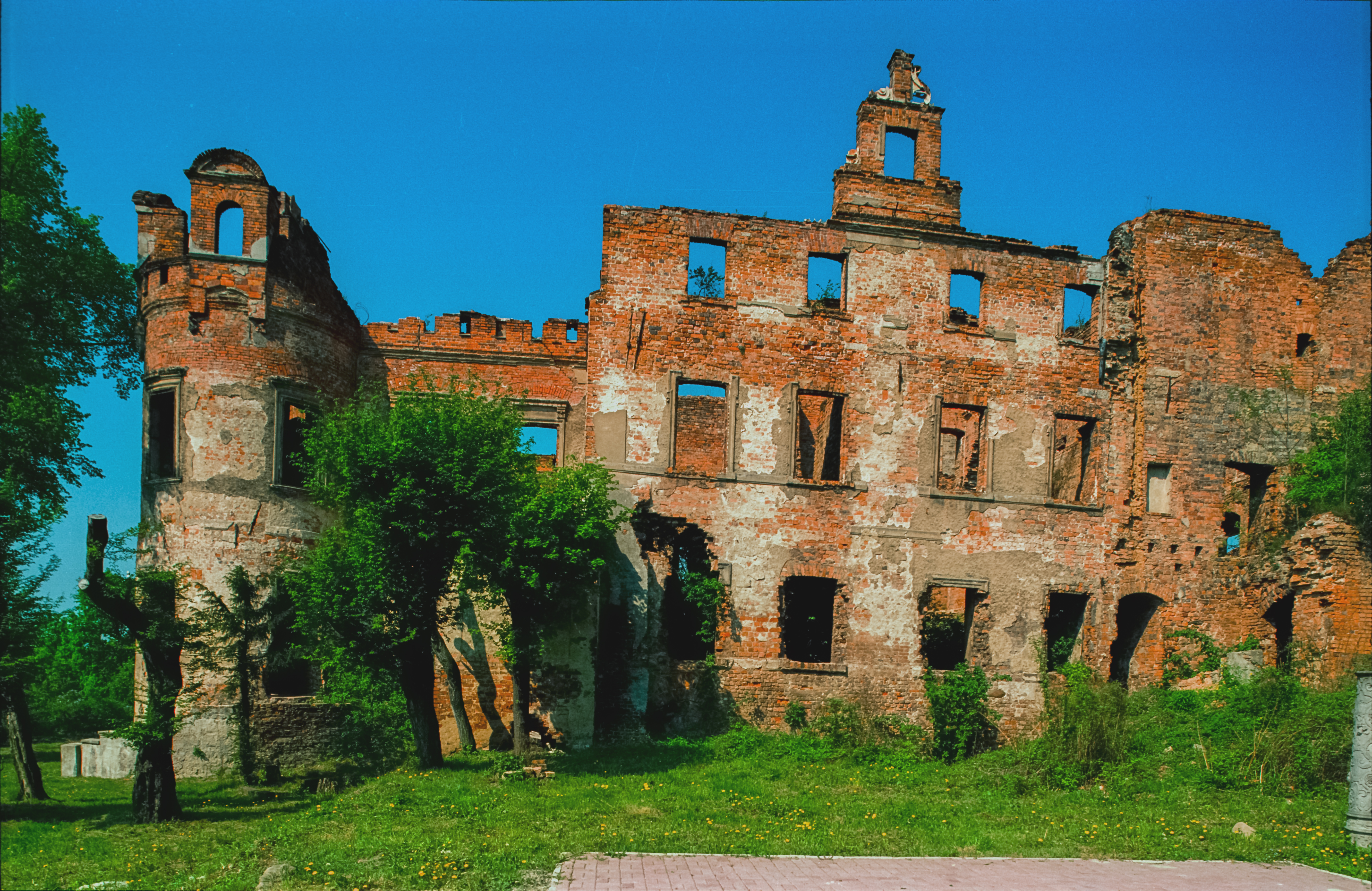